# Крістофер Елдер
Крістофер Джон Елдер (англ. Christopher Elder, нар. 1947) — новозеландський дипломат. Надзвичайний і Повноважний Посол Нової Зеландії в Україні за сумісництвом (2006—2009).

## Життєпис
Народився у 1947 році. Здобув філологічну освіту, китайська лінгвістика.
У 1973—1975 рр. — працював у посольстві Нової Зеландії в Пекіні.
У 1993—1997 рр. — Надзвичайний і Повноважний Посол Нової Зеландії в Пекіні.
У 2001—2006 рр. — Надзвичайний і Повноважний Посол Нової Зеландії в Джакарті.
У 2006—2009 рр. — Надзвичайний і Повноважний Посол Нової Зеландії в РФ, та за сумісництвом в Україні.
У 2009—2012 рр. — Тимчасовий Повірений у справах в Берліні.
У 2012 році він припинив дипломатичну роботу в Міністерстві закордонних справ і торгівлі Нової Зеландії.

## Автор наукових праць
Він опублікував ряд статей, що стосуються взаємодії Нової Зеландії з Китаєм та з Азією.